# Толванен, Ээли
Э́эли То́лванен (фин. Eeli Tolvanen; 22 апреля 1999, Вихти, Финляндия) — финский хоккеист, нападающий клуба НХЛ «Сиэтл Кракен». Чемпион мира среди молодёжных команд 2019 года.

## Клубная карьера

### Юниорская карьера
Сезон 2014/15 провёл в юниорской команде «Эспоо Блюз». Позже он хотел продолжить карьеру в Бостонском колледже, но этого не случилось из-за проблемы с его кредитами за курс средней школы.
Следующие два года играл в хоккейной лиге США за «Су-Сити Маскетирс» из Айовы. В последнем сезоне стал лучшим бомбардиром и снайпером своей команды, набрав в 52 матчах 54 (30+24) очка. В общем зачёте USHL он стал восьмым бомбардиром и третьим снайпером

### КХЛ
Летом 2017 года подписал контракт с «Йокеритом», выступающим в КХЛ. В первом матче сезона, 23 августа против минского «Динамо», сделал хет-трик, став первым хоккеистом, сделавшим его в дебютном матче и самым молодым автором хет-трика (18 лет и 123 дня) в КХЛ. Через месяц, 25 сентября, вновь сделал хет-трик в ворота «Витязя». Болельщики проголосовали за него для участия в Матче всех звёзд КХЛ 2018 от дивизиона Боброва. 26 марта 2018 года «Йокерит» объявил о расторжении контракта с Толваненом по обоюдному согласию[37] [38].
24 августа 2020 года был отдан в трёхмесячную аренду «Йокериту». 6 октября 2020 года набрал три очка (1+2) в игре против «Спартака» (7:1). Всего в сезоне 2020/21 сыграл в КХЛ 25 матчей, в которых набрал 13 очков (5+8). Последнюю игру за «Йокерит» провёл 14 декабря 2020 года против «Ак Барса» (1:4), забросив единственную шайбу финского клуба.

### НХЛ
На драфте НХЛ 2017 года был выбран под общим 30-м номером финалистом Кубка Стэнли-2017 клубом «Нэшвилл Предаторз».
29 марта 2018 года, вскоре после успешного выступления на Олимпийских играх в Пхёнчхане, подписал трёхлетний контракт новичка с клубом НХЛ «Нэшвилл Предаторз». Дебютировал в лиге 31 марта в матче против «Баффало Сейбрз», который закончился поражением «Предаторз» со счётом 4:7, не набрав очков. Толванен играл в первом звене с Райаном Джохансеном и Виктором Арвидссоном. После в этом сезоне он провёл ещё 2 игры без набранных очков.
Сезон 2018/19 к неожиданности многих начал в АХЛ в составе «Милуоки Эдмиралс». 11 декабря 2018 года вместе с Энтони Ришаром был вызван в стан основной команды из-за травм Филипа Форсберга, Виктора Арвидссона и Кайла Терриса. Этим же вечером забил вратарю «Чикаго Блэкхокс» Кэму Уорду первый гол в НХЛ. В этом же игре отдал первую передачу в НХЛ на Крэйга Смита и был признан первой звездой матча. После 4 матчей был отправлен назад в «Милуоки», где провёл оставшийся сезон. В составе «адмиралов» стал вторым лучшим снайпером команды после Ришара и делил третье место по набранным очкам с Мэттом Донованом.
После тренировочного лагеря «хищников» в 2019 году, Толванен вновь был отправлен в АХЛ, где полностью провёл сезон 2019/20 и в 63 играх набрал 36 (21+15) очков. Он вновь стал вторым снайпером клуба.

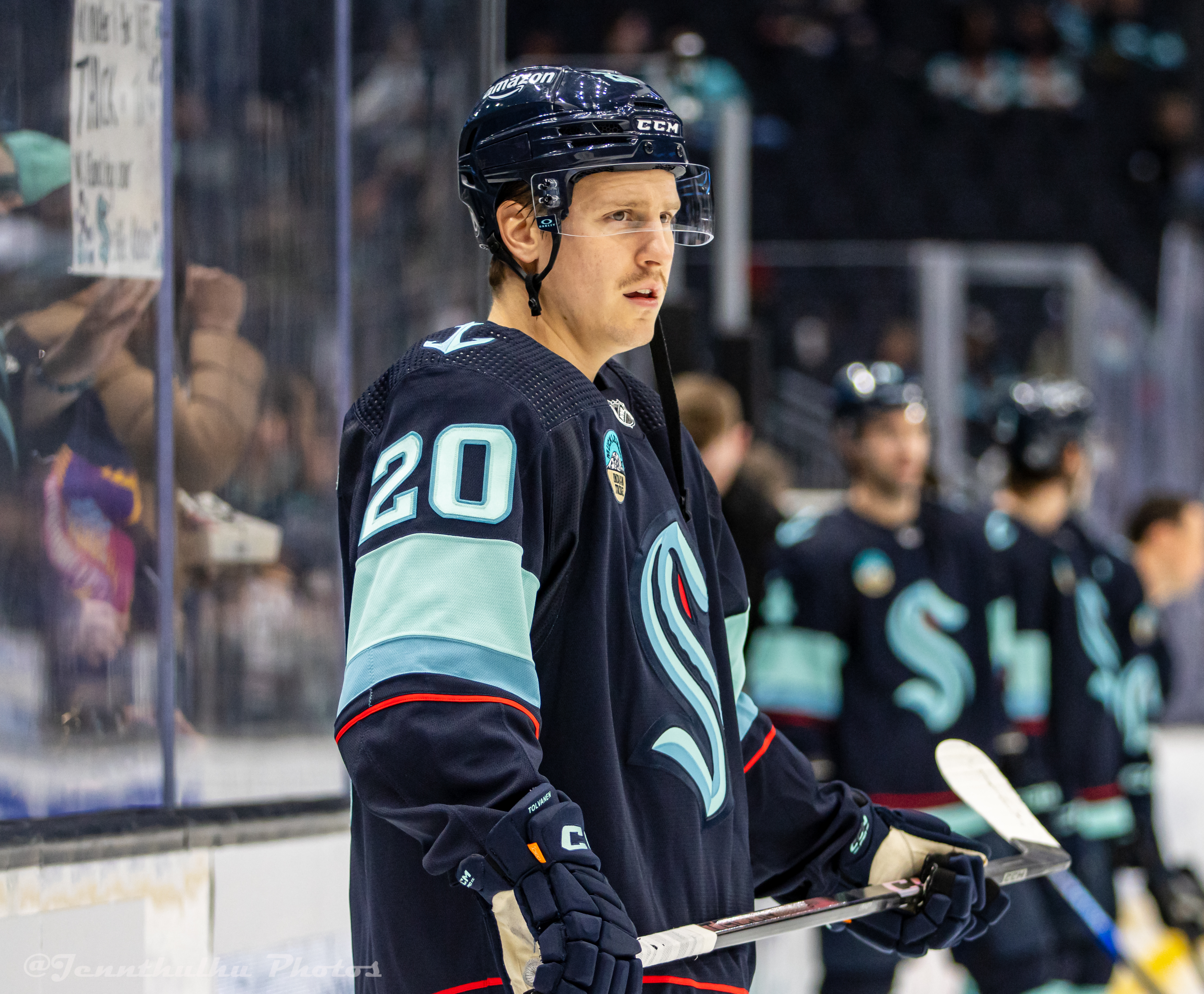
Толванен в составе «Кракен» в марте 2024 года

В сезоне 2020/21 сыграл за «Предаторз» 40 матчей в регулярном сезоне НХЛ и набрал 22 очка (11+11). 21 марта 2021 года набрал 3 очка (1+2) в игре против «Даллас Старз» (4:3 Б).
В сезоне 2021/22 сыграл 75 матчей и набрал 23 очка (11+12). В плей-офф в 3 матчах забросил одну шайбу.
В декабре 2022 года «Предаторз» выставили Толванена на драфт отказов. В сезоне 2022/23 он успел сыграть за клуб 13 матчей и набрал 4 очка (2+2). 12 декабря 2022 года «Сиэтл Кракен» забрал Толванена с драфта отказов. Дебютировал в составе «Кракена» 1 января 2023 года, в этой игре забросил победную шайбу в ворота «Айлендерс» (4:1). Всего сыграл за «Кракен» в сезоне 2022/23 48 матчей и набрал 27 очков (16+11). 18 апреля 2023 года забросил первую в истории шайбу «Сиэтла» в матчах плей-офф и помог команде победить действующего обладателя Кубка Стэнли «Колорадо» в гостях (3:1). «Кракен» обыграл «Эвеланш» в 7 матчах, но во втором раунде также в 7 матчах уступил «Далласу». Толванен в 14 матчах плей-офф набрал 8 очков (3+5)
В сезоне 2023/24 был основным форвардом «Сиэтла». Провёл 81 матч и набрал 41 очко (16+25) при показателе полезности -15. «Сиэтл» не попал в плей-офф. В сезоне 2024/25 набрал 35 очков (23+12) в 81 матче при показателе полезности +3. «Кракен» вновь не вышел в плей-офф.

## Карьера в сборной
Чемпион мира среди юниоров 2016 года. В 7 матчах на турнире забросил 7 шайб и сделал 2 передачи. Ээли сделал хет-трик в четвертьфинале против России (4:3). В финале против Швеции открыл счёт в матче, финны победили со счётом 6:1.
В возрасте 18 лет был включён в составе сборной Финляндии на Олимпийские игры 2018 года в Пхёнчхане. В первом же матче против Германии набрал 4 очка (1+3) и помог финнам победить (5:2). Всего в 5 матчах на турнире набрал 9 очков (3+6), став вторым бомбардиром. Толванен единственным из финнов был включён в символическую сборную олимпийского турнира по версии СМИ.
На молодёжном чемпионате мира 2019 года выиграл золото в составе сборной Финляндии. При этом не забросил в 7 матчах турнира ни одной шайбы, сделав только 4 результативных передачи.
15 мая 2025 года на чемпионате мира в Швеции забросил 4 шайбы в ворота Словении (9:1) с передач Теуво Терявяйнена, при этом три шайбы Толванен забросил во втором периоде.

## Личная жизнь
У Ээли есть старшие братья Йоона и Атте. Все трое являются хоккеистами. Старший брат Йоона играет во Втором дивизионе чемпионата Финляндии по хоккею, а средний брат Атте является голкипером и выступает в Лииге.
В январе 2019 года муниципалитет Вихти решил назвать улицу в Нуммела, в районе ледового катка Куоппанумми, в Ээли Толванена, чемпиона мира среди молодёжных команд 2019 года.

## Статистика
| Легенда | Легенда                    | Легенда | Легенда                   | Легенда | Легенда    |
| ------- | -------------------------- | ------- | ------------------------- | ------- | ---------- |
| И       | Количество проведённых игр | Штр     | Штрафное время            | +/−     | Плюс-минус |
| Г       | Голы                       | П       | Голевые передачи          | О       | Очки       |
| -       | Статистика неизвестна      | —       | Статистика не учитывалась |         |            |